# Analoge Altneue Architektur
Die Analoge Altneue Architektur ist eine von Miroslav Šik geprägte architektonische Bewegung, die er in den 1980er Jahren an der ETH Zürich entwickelte.

## Geschichte

### 1. Phase
Die Analoge Architektur wurde zwischen 1983 und 1991 am Lehrstuhl von Assistenz- und Gastprofessor Fabio Reinhart an der ETH Zürich entwickelt, formuliert und gelehrt. Zentrale Rolle in der Ausformulierung der Grundsätze spielten die beiden damaligen Assistenten Luca Ortelli (1983–1986) und Miroslav Šik (1983–1991).
Als Entwurfsmethode sucht sie eine Antwort auf die Moderne und einen Ausweg aus der Postmoderne. Dreh- und Angelpunkt bildet die Arbeit mit Referenzen und deren poetische Verfremdung. Elemente der Alltagskultur wie Film, Theater und Fotografie erhielten Eingang in den architektonischen Entwurf. Erforscht wurden vergessene Architekten und Architekturströmungen und anonyme Architekturen.
Der Lehrstuhl zeichnete sich durch straffe Organisation, strikte Präsenzzeiten, intensive Betreuung der Studierenden, Zwang zu Bildreferenzen, stimmungsreichen Perspektiven (Collagen, Pläne mit Detailtreue, großformatige handkolorierte perspektivische Kreidezeichnungen, die die Stimmung von Dämmerung und Morgengrauen einfingen) und die ungewöhnlichen Aufgabenstellungen aus. Nicht stilistische Vorgaben waren entscheidend, sondern die Herangehensweise an den Entwurf. Die Entwürfe der Schule der Analogen Architektur überwanden die herkömmliche Hermetik der Hochschullehre.
Sik hat durch Durchführung von Seminaren und Ermutigung zu entsprechenden Studierendenarbeiten den europäischen Architekturdiskurs beeinflusst. In naturalistischen Architekturdarstellungen, die aufwändig von Hand konstruiert und gezeichnet wurden, schlug die Analoge Architektur eine Synthese bestehender Vorbilder mit verfremdenden Elementen vor. Die analogen Bilder stellten ein besonderes architektonisches Konzept dar, welches die fragile und schmutzige Realität der postindustriellen Zeit und die einzigartige urbane Realität in der Schweiz visualisierte.
Die Analoge Architektur bildete erstmals nach der Lehre Aldo Rossis in den siebziger Jahre an der ETH Zürich wieder eine Schule in der Schule. Der Bezug zu Rossi bezieht sich auf die Assistenz Fabio Reinharts bei Aldo Rossi und Šik studierte zeitgleich an dessen Lehrstuhl. Der Begriff der Analogen Architektur geht auf einen Aufsatz Rossis zurück, in dem er Bezug auf die Idee der „città analoga“ nimmt. „Die Analogie ist eine Art und Weise, die Welt der Formen und Dinge, in gewissem Sinne der Gegenstände, so unmittelbar aufzufassen, dass diese fast nur noch durch neue, andere Dinge ausgedrückt werden kann.“ - Aldo Rossi. Er erkennt in der Analogie eine Möglichkeit einen anderen Sinn der Geschichte zu finden. Die Protagonisten der Analogen Architektur entwickelten Rossis Gedanken weiter: Atmosphärische Dimension ergänzten die Analyse zu Beginn des Entwurfs. Die abstrakt intellektuelle Sicht Aldo Rossis auf die strukturellen Eigenarten der Stadt transformierte sich zu unmittelbar-konkreten Bildbezügen.
5 Phasen der Analogen Architektur:
- Zeit der Klassiker (Analogien waren vorgegeben)
- Zeit der Wirren (Erforschen der Archive und Zusammentragen neuer Strömungen)
- Epoche des Regionalismus (Beizug lokaler Architekturen als Referenzen)
- Phase der Heterogenität (Vielgestaltigkeit der Schweizer Realität)
- Phase der Peripherie (Vielgestaltigkeit der Schweizer Realität)

Die Analoge Architektur war keine kontinuierliche Entwicklung, sondern eine Suche ohne Ziel.
Die erste gestellte Aufgabe von Professor Fabio Reinhart und Assistent Miroslav Šik an die Studierenden war die Erweiterung der Bibliothek von Werner Oechslin in Einsiedeln.

### 2. Phase
Miroslav Šik führt gewisse Elemente der Analogen Architektur fort und realisiert zwischen 1999 und 2018 als Entwurfsprofessor eine Reformarchitektur, die als Altneu bezeichnet wird.

## Bekannte Schüler

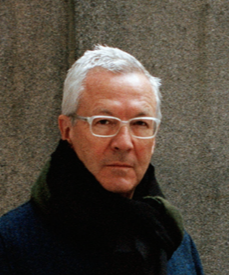
Valerio Olgiati

Andrea Deplazes

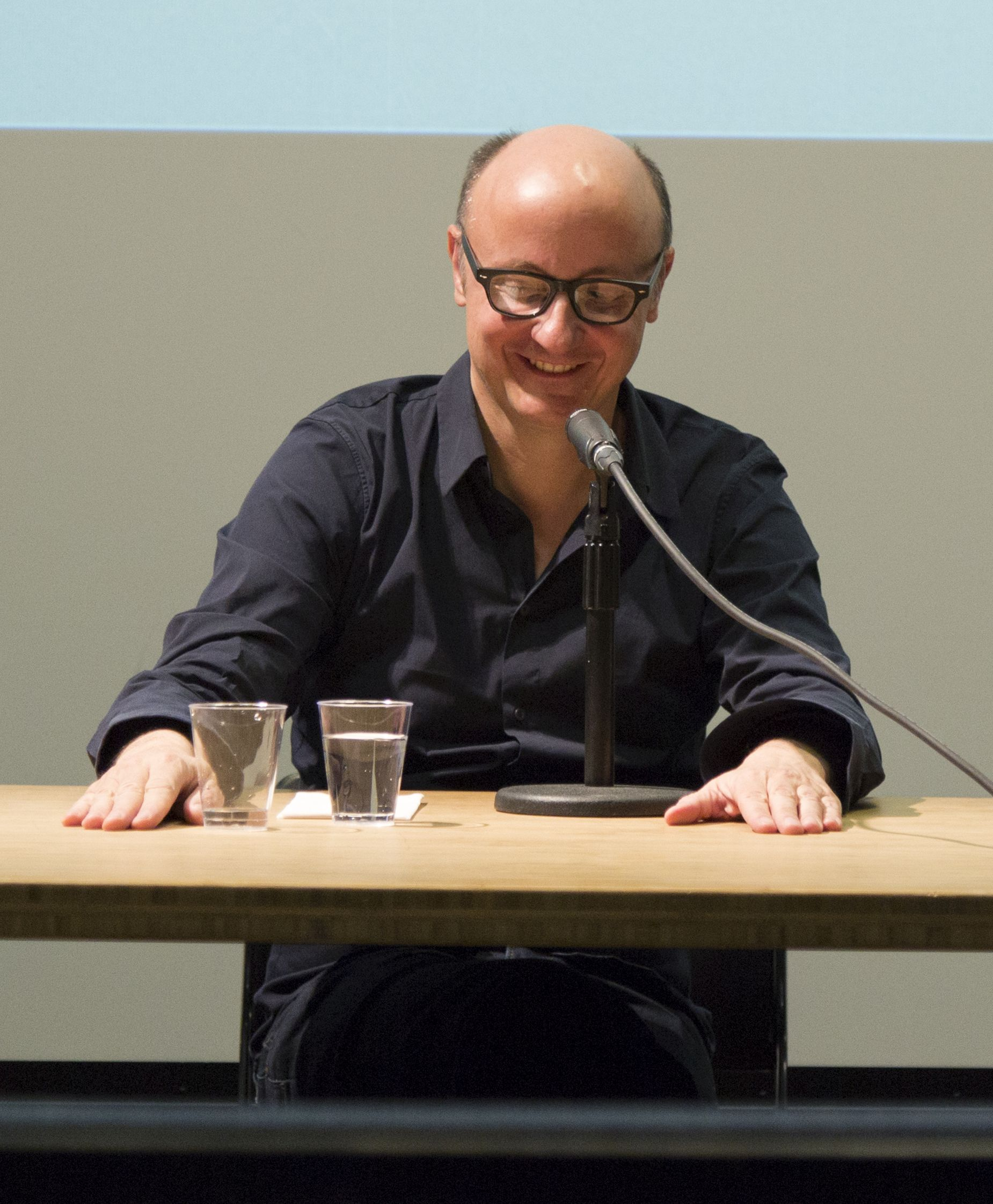
Christian Kerez

- Valerio Olgiati (* 1958)
- Andreas Hagmann (* 1959)
- Paola Maranta (* 1959)
- Michele Tognola (* 1959)
- Martin Bühler (* 1960)
- Andrea Deplazes (* 1960)
- Felix Held (* 1960)
- Konrad Hürlimann (* 1960)
- Peter Joos (* 1960)
- Tim Brengelmann (* 1961)
- Andreas Hild (* 1961)
- Christoph Mathys (* 1961)
- Quintus Miller (* 1961)
- Jürg Ragettli (* 1961, † 2020)
- Alberto Dell’Antonio (* 1962)
- Conradin Clavuot (* 1962)
- Fortunat Dettli (* 1962)
- Katrin Hootz (* 1962)
- Pablo Horvath (* 1962)
- Christian Kerez (* 1962)
- Michael Smolenicky (* 1962)
- Pia Durisch (* 1964)
- Wolfram Heid (* 1965)
- Francesco Buzzi (* 1966)
- Tibor Joanelly (* 1967)
- Caroline Fiechter (* 1974)
- Lukas Imhof (* 1974)
- Lando Rossmaier (* 1975)
- Clemens Nuyken (* 1976)
- Christoph von Oefele (* 1976)
- Andreas Hagmann
- Franca Comalini
- Urs Füssler
- Bruno Thoma

## Bücher
- Miroslav Šik: Analoge Architektur. Thomas Boga, Zürich 1987. DNB 207060134
- Heinz Wirz (Hrsg.): Miroslav Šik. Altneu. Quart Verlag, Luzern 2000, ISBN 3-907631-01-3 mit Fotografien von Christian Kerez und Beiträgen von André Bideau, Alberto Dell’Antonio, Miroslav Šik und Martin Tschanz
- Heinz Wirz (Hrsg.): Altneue Gedanken: Texte und Gespräche 1987–2001. Quart Verlag, Luzern 2002, ISBN 3-907631-13-7
- Miroslav Šik, Swiss Arts Council Pro Helvetia (Hrsg.): And now the Ensemble!!! Lars Müller Publishers, Zürich 2012, ISBN 978-3-03778-311-5
- Heinz Wirz (Hrsg.): Miroslav Sik. Architektur 1988–2012. Quart, Luzern 2012, ISBN 978-3-03761-057-2 mit einem Beitrag von Miroslav Šik
- Professur Miroslav Šik (Hrsg.): Analoge Altneue Architektur. Quart Verlag, Luzern 2018. mit Beiträgen von Alberto Dell’Antonio, Andreas Hagmann und Christoph Mathys